# Haughton Green
Haughton Green är en ort i Storbritannien.   Den ligger i distriktet Tameside i Greater Manchester i riksdelen England, i den centrala delen av landet, 250 km nordväst om huvudstaden London. Antalet invånare är 9 000.
Närmaste större samhälle är Manchester, 10,2 km väster om Haughton Green.